# Sheilah Wells
Sheilah Wells (* 23. August 1941 in New York City, New York) ist eine US-amerikanische Schauspielerin. Sie ist bekannt für ihre Rolle der Claire im Film Blues Brothers.

## Leben
Sheilah Wells wurde am 23. August 1941 in New York in den USA geboren. Sie zog in ihrer Kindheit mit ihrer Familie nach Washington, wo sie Schauspielerei lernte, und mit ihren Freunden auch selbst Kurzfilme drehte. Sie befreundete sich mit Sharon Tate, mit der sie eine Wohnung teilte. 1966 gebar sie eine Tochter.
Sheila Wells gelang der schauspielerische Durchbruch mit dem Film Blues Brothers aus dem Jahre 1980.
Heute lebt sie in Washington.

## Filmografie (Auswahl)
- 1965: Love and Kisses
- 1968: Bonanza (Staffel 9, Folge 16, Das Foto-Alibi)
- 1970: Double Jeopardy
- 1977: Barnaby Jones (Fernsehserie, 1 Folge)
- 1980: Der Scarlett-O’Hara-Krieg (The Scarlett O’Hara War)
- 1980: Blues Brothers
- 1990: Grand
- 1998: Blues Brothers 2000 als Gastrolle